# Prant de Baroda
El prant de Baroda fou una de les quatre grans divisions del principat de Baroda, a la part central amb capital a Baroda (ciutat). Tenia 754 km² i una població de 761.501 el 1881 i 644.074 el 1901) i estava dividida en 9 talukes i 2 peta a més de la capital i els acantonaments:
- Baroda
- Padra
- Petlad
- Savli
- Sisva
- Chogandia
- Vaghodia
- Dabhoi
- Sinor
- Sankheda
- Tilakwada
- Baroda (ciutat) i acantonaments

Les municipalitats del prant de Baroda eren Baroda (ciutat), Dabhoi, Petlad, Padra, Sinor, Sojitra, Vaso, Savli, Bhadran, Sankheda i Makarpura.
La taluka de Baroda del prant de Baroda tenia 64 km² i una població el 1881 de 96.387 habitants i el 1901 de 60.428.